# Массовые беспорядки в Толидо
Массовые беспорядки в Толидо (англ. 2005 Toledo Riot) произошли 15 октября 2005 года, когда американская неонацистская организация «Национал-социалистическое движение» планировала провести марш протеста против уличной преступности в городе Толидо, штат Огайо. Противники марша, в числе которых были члены уличных преступных группировок, устроили беспорядки.

## События 15 октября 2005 года
15 октября 2005 года около пятнадцати членов организации собрались под охраной полиции, намереваясь пройти маршем. При этом они скандировали различные лозунги, обвиняя в росте преступности чернокожих жителей. На место акции прибыли противники проведения марша — около 600 человек, среди которых были местные жители, члены анархистских, троцкистских и антифашистских организаций из других городов, а также члены местных преступных группировок. В связи с численным перевесом противников и агрессивным настроем толпы члены «Национал-социалистического движения» покинули город в сопровождении полицейского эскорта.
Агрессивные действия толпы были направлены против полиции. Несколько офицеров получили серьёзные ранения, автомобили полиции и машины скорой помощи забрасывались камнями. Погромам подверглись магазины и другие здания. Когда мэр города Джек Форд попытался успокоить толпу, один из протестующих жителей в чёрной маске начал угрожать ему убийством.
В городе был объявлен режим чрезвычайного положения и введён комендантский час, мэр запросил у властей штата дополнительные полицейские силы. Полиция арестовала около 120 жителей.

## Акция 10 декабря 2005 года
В декабре неонацисты получили разрешение на проведение повторной акции. Несколько десятков неонацистов в коричневых рубашках прошли маршем под охраной 700 полицейских. Демонстранты несли плакаты и выкрикивали лозунги «Боритесь за права белых!», «У нас есть террористы, и они — не белые!». В целях безопасности в проходах к месту марша были установлены металлоискатели, на крышах домов были размещены снайперы. После марша неонацисты были вывезены на автобусах под полицейской охраной. Было арестовано 26 противников марша.